# Johann Martin Miller

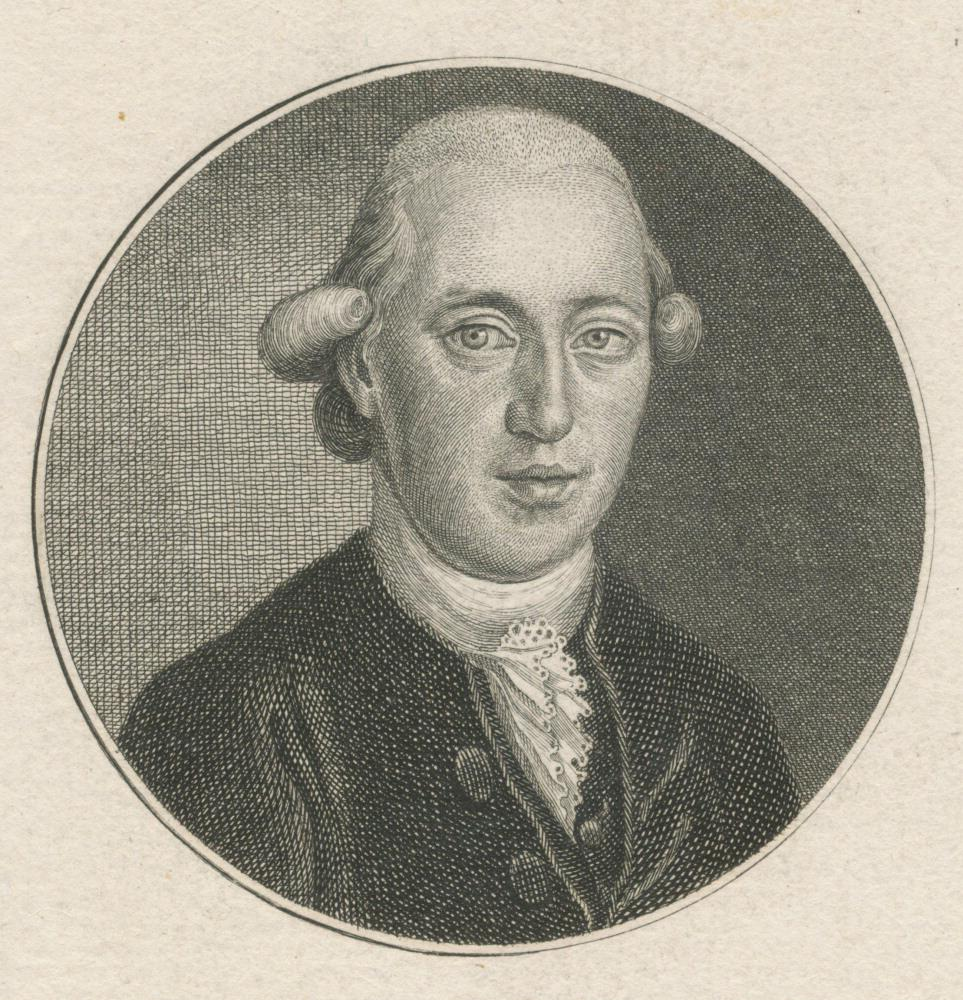
Kupferstich

Johann Martin Miller (* 3. Dezember 1750 in Ulm; † 21. Juni 1814 ebenda) war ein deutscher Theologe und Schriftsteller. Besondere Bekanntheit erlangte er durch seinen Roman Siegwart. Eine Klostergeschichte, mit dem er einen der erfolgreichsten deutschsprachigen Romane des 18. Jahrhunderts verfasste.

## Leben

### Jugend und Göttinger Jahre
Miller wurde als Sohn des evangelischen Pastors Johann Michael Miller (1722–1774) im heutigen Ulmer Stadtteil Jungingen geboren. An der Universität Göttingen studierte er ab dem 15. Oktober 1770 Theologie und wurde 1772 einer der Mitbegründer des Göttinger Hainbundes. Über den Hainbund schloss er Freundschaft mit Matthias Claudius, Gottfried August Bürger, Ludwig Christoph Heinrich Hölty, Johann Heinrich Voss und Friedrich Gottlieb Klopstock, den er 1774 von Göttingen nach Hamburg begleitete. 1774/75 studierte Miller in Leipzig.

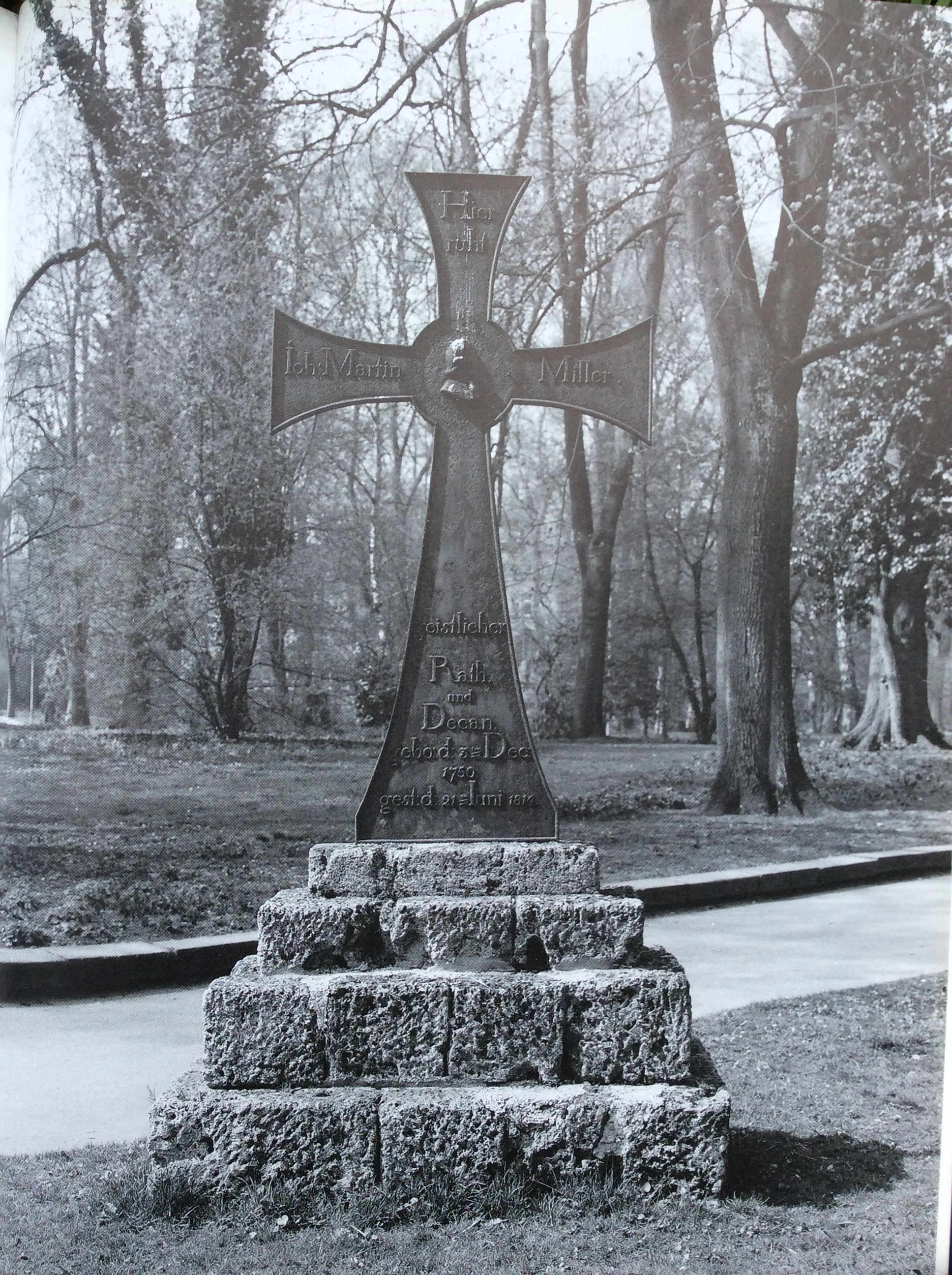
Grabmonument Millers auf dem Alten Friedhof in Ulm

### Rückkehr nach Ulm und späte Jahre

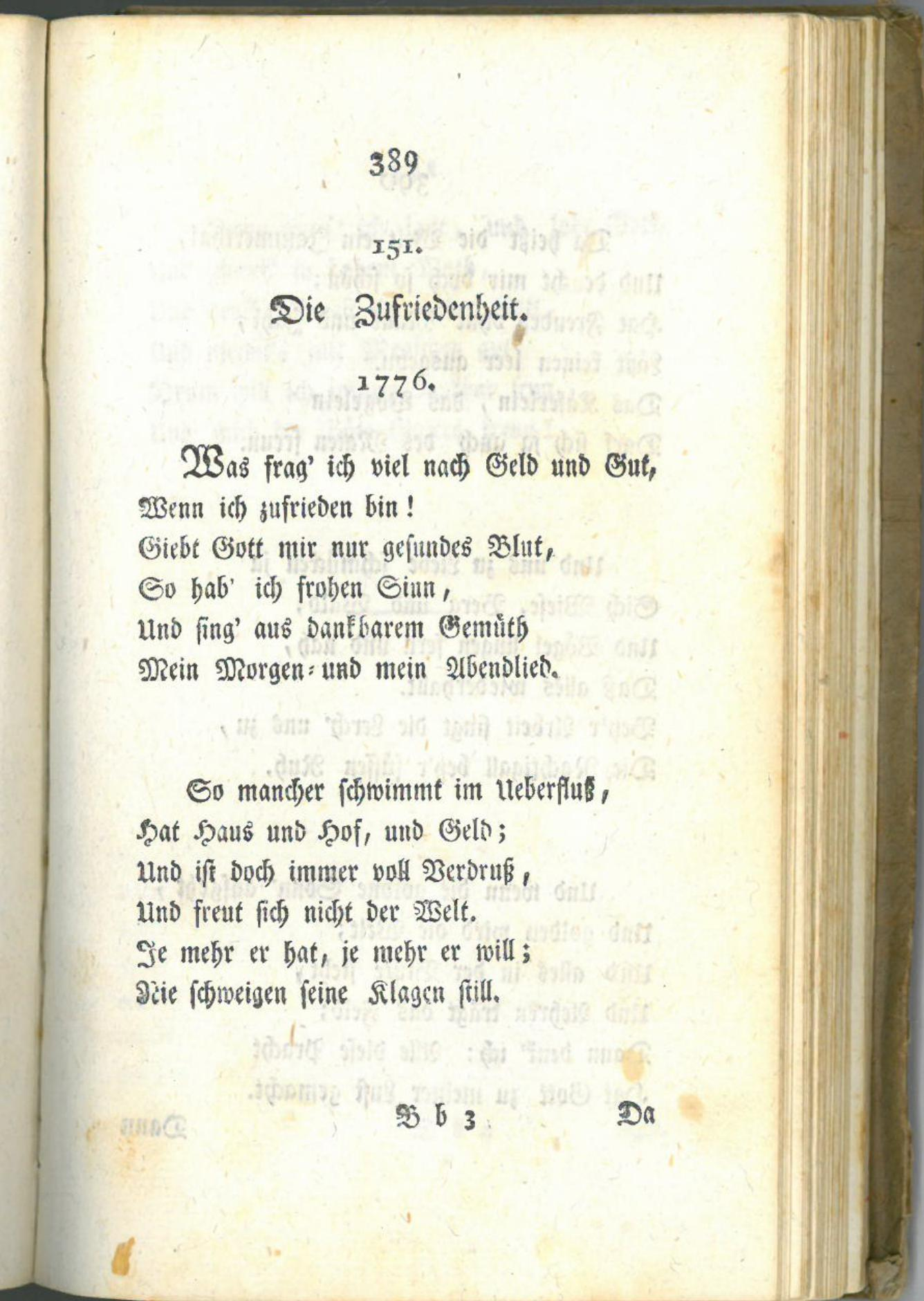
Die Zufriedenheit, Scan aus der Ausgabe von 1783

Nach der Rückkehr in die Heimatstadt veröffentlichte Miller 1776 den schon in Göttingen begonnenen empfindsamen Roman Siegwart. Eine Klostergeschichte. 1776–1777 erschien noch der Briefwechsel dreyer Akademischer Freunde, ein Roman in Briefform und „Beispiel für die Verschiedenartigkeit der geistigen Strömungen ... im Zeitalter der Aufklärung, wo neben den Verfechtern des uneingeschränkten Gebrauchs der Vernunft und des Verstandes solche standen, die sich für die Entfaltung und Wertschätzung der Gemütskräfte und auch für die Erhaltung der in Dogmen fixierten christlichen Religion einsetzten“.
Miller stand in Verbindung zu Intellektuellen des Sturm und Drang und der Aufklärung wie Friedrich Nicolai, Friedrich Maximilian Klinger, Johann Gaudenz von Salis-Seewis und Friedrich von Matthisson. Allerdings konnte Miller mit seinen späteren Romanen nicht mehr „an den Überraschungserfolg seines Erstlings [...] anknüpfen.“ Spätestens ab 1790 war er nicht mehr als Schriftsteller tätig.

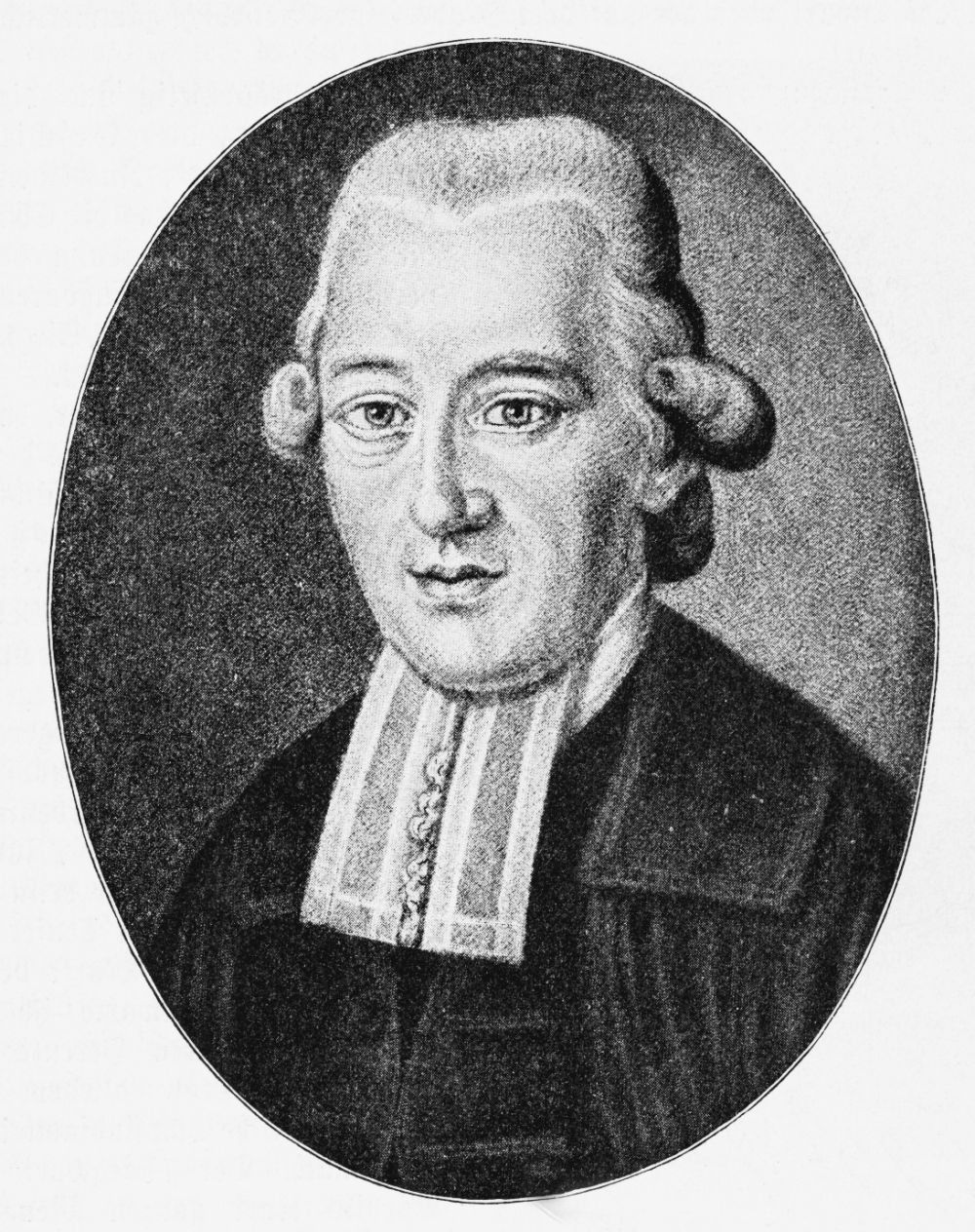
Johann Martin Miller (Kupferstich von J. J. Haid)

Nach den Göttinger Jahren wirkte Miller in der Nähe Ulms ab 1780 als Pfarrer, ab 1781 als Professor am Ulmer Gymnasium, ab 1783 als Prediger am Ulmer Münster. 1804 wurde er Consistorialrath, 1809 Districtsdecan, 1810 geistlicher Rath und Decan für Ulm. Er war Mitglied der Ulmer Lesegesellschaft und eifriger Zeitungsleser.
Miller wurde am 13. September 1774 in der Loge Zum goldenen Zirkel in Göttingen Freimaurer. Er wurde am 11. Dezember 1776 in dieser Loge zum Gesellen befördert. 1775 erhob ihn die Loge Zur goldenen Kugel in Hamburg bei einem Besuch zum Meister. Er soll lange Zeit Redner der Loge Asträa zu den 3 Ulmen in Ulm gewesen sein (die Loge war 1795–1807 geschlossen).
Miller starb im Alter von 64 Jahren am 21. Juni 1814 in Ulm. Sein Enkel war der Jurist Adolf von Miller. Ein 1793 verfasster Lebensabriss erschien in der Sammlung von Bildnissen Gelehrter und Künstler und ist eine der Hauptquellen zu seinem Leben.

### Wirken
Miller verfasste in seiner Göttinger Zeit bis zu seiner Rückkehr nach Ulm 1775 zahlreiche Gedichte, die zu seinen Lebzeiten oft vertont wurden und bis heute in verschiedenen Liedersammlungen zu finden sind. Sein bekanntestes Gedicht, Die Zufriedenheit („Was frag ich viel nach Geld und Gut, / Wenn ich zufrieden bin“), diente mit Wolfgang Amadeus Mozart (KV 349/367a), Christian Gottlob Neefe und dessen Schüler Ludwig van Beethoven gleich mehreren Komponisten als Textvorlage. Zahlreiche andere Gedichte wurden u. a. von Carl Philipp Emanuel Bach, Christian Friedrich Daniel Schubart und Christoph Rheineck musikalisch bearbeitet.
Vor allem der Ton seiner einfachen Verse war auch Autoren nachfolgender Generationen noch ein Begriff, etwa den Dichtern Eduard Mörike und Friedrich Rückert. Zu seinen zeitgenössischen Lesern gehörte neben Karl Philip Moritz und Friedrich Schiller auch Johann Wolfgang von Goethe.
Sein Roman Siegwart. Eine Klostergeschichte war, gemessen an der Zahl der Nachdrucke, nach Goethes Werther der größte Kassenschlager zu jener Zeit.
Im 200. Todesjahr wurden erstmals seit 1783 Millers gesammelte Gedichte wieder aufgelegt. Sein Handexemplar der Gedichte, das er mit Blick auf eine zweite Auflage mit zahlreichen Änderungen und Korrekturen versehen hat, befindet sich seit 2017 im Besitz der Museumsgesellschaft Ulm und steht der Stadtbibliothek Ulm als Dauerleihgabe zur Verfügung.

## Werke
- Beytrag zur Geschichte der Zärtlichkeit. Aus den Briefen zweier Liebenden. (1776, Erweiterung durch Anhang 1780)
- Siegwart. Eine Klostergeschichte. (1776) (Digitalisat und Volltext im Deutschen Textarchiv)
- Briefwechsel dreyer akademischer Freunde. 2 Bände (1776/77)
- Geschichte Karls von Burgheim und Emiliens von Rosenau. 4 Bände (1778)
- Karl und Karoline. (1783)
- Johann Martin Millers Gedichte. (1783)
- Briefwechsel zwischen einem Vater und seinem Sohn auf der Akademie. 2 Bände (1785)
- Die Geschichte Gottfried Walthers, eines Tischlers, und des Städtleins Erlenburg. (1786)

### Lieferbare Ausgaben
- Liederton und Triller. Sämtliche Gedichte. Herausgegeben, mit einem Nachwort versehen und kommentiert von Michael Watzka. Elfenbein Verlag, Berlin 2014, ISBN 978-3-941184-30-5.